# 케이티 애설턴
캐스린 "케이티" 애설턴(영어: Kathryn "Katie" Aselton, 1978년 10월 1일 ~ )은 미국의 배우, 영화 감독, 영화 제작자이다. FX 마블 코믹스 엑스맨 드라마 《리전》(2017-18)에 에이미 역으로 출연했다. 남편은 배우 마크 두플라스이다.

## 작품 목록

### 영화 출연
- 사이러스 (2010)
- 더 프리비 (2010, The Freebie) - 연출, 각본, 총괄제작 겸임
- 아워 이디엇 브라더 (2011)
- 제프 후 리브스 앳 홈 (2011)
- 블랙 록 (2012) - 연출, 각본, 총괄제작 겸임
- 소름 (2014)
- 씨 오브 트리스 (2015)
- 더 기프트 (2015) - 조안 역
- 파더 피거스 (2017)
- 북클럽 (2018)
- 싱크로닉 (2019)
- 밤쉘: 세상을 바꾼 폭탄선언 (2019)
- 그녀는 내일 죽는다 (2020)
- 실크 로드 (2021)
- 더 언홀리 (2021)

### 영화 연출
- 더 프리비 (2010, The Freebie) - 각본, 출연, 총괄제작 겸임
- 블랙 록 (2012) - 각본, 출연, 총괄제작 겸임
- 맥 & 리타 (2022, Mack & Rita)

### 텔레비전 출연
- 오피스 (2009)
- 더 리그 (2009-15)
- 레볼루션 (2014)
- 리전 (2017-18)
- 커브 유어 엔수지애즘 (2017)
- 부통령이 필요해 (2019)
- 더 모닝쇼 (2021)